# Бетьки (Рыбно-Слободский район)
Бетьки (тат. Бәтке) — село в Рыбно-Слободском районе Республики Татарстан России.
Административный центр Бетьковского сельского поселения.

## История
Известно с периода Казанского ханства. В дореволюционных источниках упоминается также под названием Архангельское.

## Население
Население села — 197 человек (2010).

### Национальный состав
По переписи 1989 года, русских — 52%, татар — 44%.

## География
Рядом протекает одноименная река.

## Объекты социальной сферы
- Средняя школа - Закрыта в 2017 году
- Дом культуры
- Библиотека

## Знаменитости
В селе жил в детстве выдающийся русский певец Михайлов, Максим Дормидонтович.